# مايك تومسون
مايك تومسون (بالإنجليزية: Mike Thompson) (و. 1951  م) هو سياسي، وكاتب سيناريو أمريكي، ولد في ست. هيلينا، نابا، كاليفورنيا، هو عضوٌ الحزب الديمقراطي.

## مناصب
تولى منصب عضو مجلس النواب الأمريكي (3 يناير 2017–3 يناير 2019)
- عضو مجلس النواب الأمريكي (6 يناير 2015–3 يناير 2017)[6]
- عضو مجلس النواب الأمريكي (3 يناير 2013–3 يناير 2013)
- عضو مجلس النواب الأمريكي (3 يناير 2013–3 يناير 2015)[6]
- عضو مجلس النواب الأمريكي (5 يناير 2011–3 يناير 2013)[6]
- عضو مجلس النواب الأمريكي (6 يناير 2009–3 يناير 2011)[6]
- عضو مجلس النواب الأمريكي (4 يناير 2007–3 يناير 2009)[6]
- عضو مجلس النواب الأمريكي (4 يناير 2005–3 يناير 2007)[6]
- عضو مجلس النواب الأمريكي (7 يناير 2003–3 يناير 2005)[6]
- عضو مجلس النواب الأمريكي (3 يناير 2001–3 يناير 2003)[6]
- عضو مجلس النواب الأمريكي (6 يناير 1999–3 يناير 2001)[6]
- عضو مجلس النواب الأمريكي (3 يناير 1999–3 يناير 2013)
- عضو مجلس ولاية كاليفورنيا (1990–1998)
- زميل (درجة دراسية) (1982–1983).[6]

## التعليم
تعلم في جامعة كاليفورنيا الولائية (تشيكو)، وتحصل منها على ماجستير في الآداب (حتى 1996)، وجامعة كاليفورنيا الولائية (تشيكو)، وتحصل منها على بكالوريوس في الفنون (حتى 1982)، وSt. Helena High School ‏.

## الخدمة العسكرية
خدم في القوات البرية للولايات المتحدة (1969–1972).